# Presa de Monte Grande
La Presa de Monte Grande es una infraestructura hidráulica multipropósito ubicada en la región suroeste de la República Dominicana, específicamente entre las provincias de Barahona y Azua, sobre el curso del río Yaque del Sur. Esta obra ha sido catalogada como la más importante de su tipo en el Caribe, debido a su envergadura, impacto regional y funciones múltiples en materia de control de inundaciones, riego agrícola, suministro de agua potable y generación de energía hidroeléctrica.

## Historia
El proyecto de la presa de Monte Grande fue concebido desde mediados del siglo XX como una solución integral para el manejo de los recursos hídricos en la cuenca baja del Yaque del Sur. No obstante, fue en la primera década del siglo XXI cuando el gobierno dominicano, a través del Instituto Nacional de Recursos Hidráulicos (INDRHI), retomó el proyecto con apoyo financiero y técnico del Banco Centroamericano de Integración Económica (BCIE).
La construcción de la presa inició formalmente en 2010, aunque enfrentó diversos retrasos por motivos técnicos, financieros y sociales. Entre las principales controversias estuvieron el proceso de reubicación de comunidades, indemnización a agricultores y la reestructuración de contratos. La obra fue ejecutada por el consorcio brasileño Andrade Gutiérrez y supervisada por el INDRHI.
El 25 de enero de 2024, el presidente Luis Abinader inauguró oficialmente la presa, marcando un hito en la historia de la infraestructura hidráulica del país.

## Características técnicas
- Ubicación: Provincias de Barahona y Azua
- Río: Yaque del Sur
- Tipo de presa: De materiales sueltos con núcleo impermeable
- Altura máxima: 55 metros
- Longitud de coronación: Aproximadamente 2 km
- Volumen de almacenamiento: 350 millones de metros cúbicos
- Área de embalse: 32.4 km² aproximadamente
- Capacidad de generación eléctrica: 13.3 megavatios

- Costo estimado: Más de USD 700 millones